# Костюшко-Валюжинич, Антон Иванович
Антон Иванович Костюшко-Валюжинич (1879—1912) — капитан 5-го Восточно-Сибирского стрелкового полка, герой Порт-Артурской обороны.

## Биография
Родился в 1879 году.
Образование получил в Ярославской военной школе и Казанском пехотном юнкерском училище, из которого выпущен в 1898 году подпрапорщиком в 26-й пехотный Могилёвский полк. В 1899 году произведён в подпоручики, а в 1903 году — в поручики.
23 января 1904 года, за три дня до начала войны с Японией, Костюшко-Валюжинич был назначен в формировавшийся для усиления 5-го Восточно-Сибирского стрелкового полка батальон, с которым и прибыл на Цзиньчжоускую позицию в марте того же года. В составе своего полка Костюшко-Валюжинич участвовал в сражениях на Цзиньчжоу и Юпилазе и в обороне порт-артурских высот Длинной, Дивизионной, Плоской и Высокой.
Отличаясь храбростью, он в то же время умел сохранить во время боя полное самообладание и способность верно оценивать обстановку. При обороне горы Юпилазы Костюшко-Валюжинич совершил 14 июля 1904 года особенно выдающийся подвиг, произведя по собственной инициативе вылазку с охотничьей командой, начальником которой он состоял, против японцев, укрепившихся так близко от русских позиций, что дальнейшее удержание русскими войсками горы Юпилазы было невозможно. Выбрав для вылазки 20 человек, Костюшко-Валюжинич пробрался вперед, атаковал японский окоп и взял его, причём сам был тяжело ранен осколками снарядов в лицо, левую руку, спину, пулей в грудь навылет, штыком в левое бедро и контужен в область темени.
28 июля 1907 года Костюшко-Валюжинич был награждён орденом св. Георгия 4-й степени
За блестящий подвиг храбрости, оказанный в Порт-Артуре 14-го июля 1904 года при упорной защите горы Юпилазы.
Едва оправившись от ран, Костюшко-Валюжинич принял участие в обороне горы Дивизионной, а затем и горы Длинной. В октябре он был назначен полковым адъютантом 5-го Восточно-Сибирского стрелкового полка, а в ноябре принимал самое деятельное участие в обороне горы Высокой. Результатом его личного участия в защите этой горы явился напечатанный им после войны в «Инженерном журнале» труд «Ноябрьские бои на Высокой горе», премированный Главным инженерным управлением; труд этот был переведён на немецкий язык и является единственным по полноте и по подробностям описанием знаменитой обороны.
Костюшко-Валюжинич напечатал ряд статей по различным военным вопросам в «Русском инвалиде», «Братской помощи» и в других военных журналах. Преждевременная смерть в 1912 году не дала ему возможности опубликовать уже законченную вчерне серию рассказов, посвященных описанию жизни солдата, которого он хорошо знал и любил.